# Parkour életre-halálra
Parkour életre-halálra (eredeti cím: Tracers) egy 2015-ös amerikai akció-dráma, melyet Daniel Benmayor rendezett. A főszereplők Taylor Lautner, Marie Avgeropoulos, Adam Rayner és Sam Medina.
Az Amerikai Egyesült Államokban 2015. március 20-án mutatták be, Magyarországon kizárólag DVD-n jelent meg szeptember 30-án.

## Történet
Egy kerékpáros biciklifutár, Cam (Taylor Lautner) küzd New Yorkban, hogy megélhessen. Egy nőnél, Angie-nél, és a fiánál lakik albérletben. Hamarosan ismét felkeresik a gengszterek, akik figyelmeztetik, hogy már két havi kifizetést kihagyott egy 15.000 $-os kölcsön után. Ahogy a biciklije tönkremegy egy Nikki (Marie Avgeropoulos) nevű lány beleütközése miatt, ő elhatározza, hogy rákeres a lányra. A fiút lenyűgözik a lány ugrási képességei és a határtalan fizikai bátorsága, melyet a barátaival együtt képviselnek. Cam elkezdi a gyakorolást és a kiképzést. Miután egy különösen merész mutatvánnyal bizonyítja rátermettségét, a banda beveszi Camet a csapatba, amely az úgynevezett Parkour, és akik egy „nagy dobásra” készülődnek. Az akció után Cam megkapja a számára járó összeget, amiből ki tudja fizetni a tartozását (amit korábban beteg édesanyja gondozására vett fel). Majd újabb, hasonló akciók következnek, amik során Cam és Nikki bizalmas kapcsolatba kerülnek, amit a bandafőnök nem néz jó szemmel.
Nem sokkal később a japán triádok és az FBI is a csapatot üldözi.

## Szereplők
- Taylor Lautner, mint Cam (m.h.: Gacsal Ádám)
- Marie Avgeropoulos, mint Nikki (m.h.: Kardos Eszter)
- Adam Rayner, mint Miller (m.h.: Szatmári Attila)
- Rafi Gavron, mint Dylan (m.h.: Fehér Tibor)
- Luciano Acuna Jr., mint Tate (m.h.: Penke Bence)
- Josh Yadon, mint Jax (m.h.: Berkes Bence)
- Johnny M. Wu, mint Jhonny
- Sam Medina, mint Hu
- Amirah Vann, mint Angie (m.h.: Bozó Andrea)
- Christian Steel, mint Joey (m.h.: Ács Balázs)
- Wai Ching Ho, mint Chen (m.h.: Bessenyei Emma)

További magyar hangok: Takátsy Péter, Oroszi Tamás, Szűcs Péter Pál, Szkárosi Márk, Végh Ferenc, Hegedüs Miklós